# Barrage de Petit Saut
Barrage de Petit Saut är en dammbyggnad i det franska utomeuropeiska departementet Franska Guyana (Frankrike) som finns på floden Sinnamary. Floden har samma namn som staden och kommunen Sinnamary. Barrage de Petit Saut är en gravitationsdamm.
Den ligger i den norra delen av landet, 80 km väster om huvudstaden Cayenne. Barrage de Petit Saut ligger 33 meter över havet.

## Reservoar
Dammen bildar en reservoar som saknar namn på officiella kartor. Den sträcker sig 14,8 kilometer i nord-sydlig riktning, och 16,2 kilometer i öst-västlig riktning.
I reservoaren finns: 
- Île Bagatelle (en ö)